# Église Santi Pietro e Paolo dei Greci
L'église Santi Pietro e Paolo dei Greci (Saints-Pierre-et-Paul-des-Grecs) est une église du centre historique de Naples qui dessert la communauté grecque orthodoxe. Elle est consacrée aux apôtres Pierre et Paul. Elle était consacrée à l'origine aux douze apôtres.

## Histoire

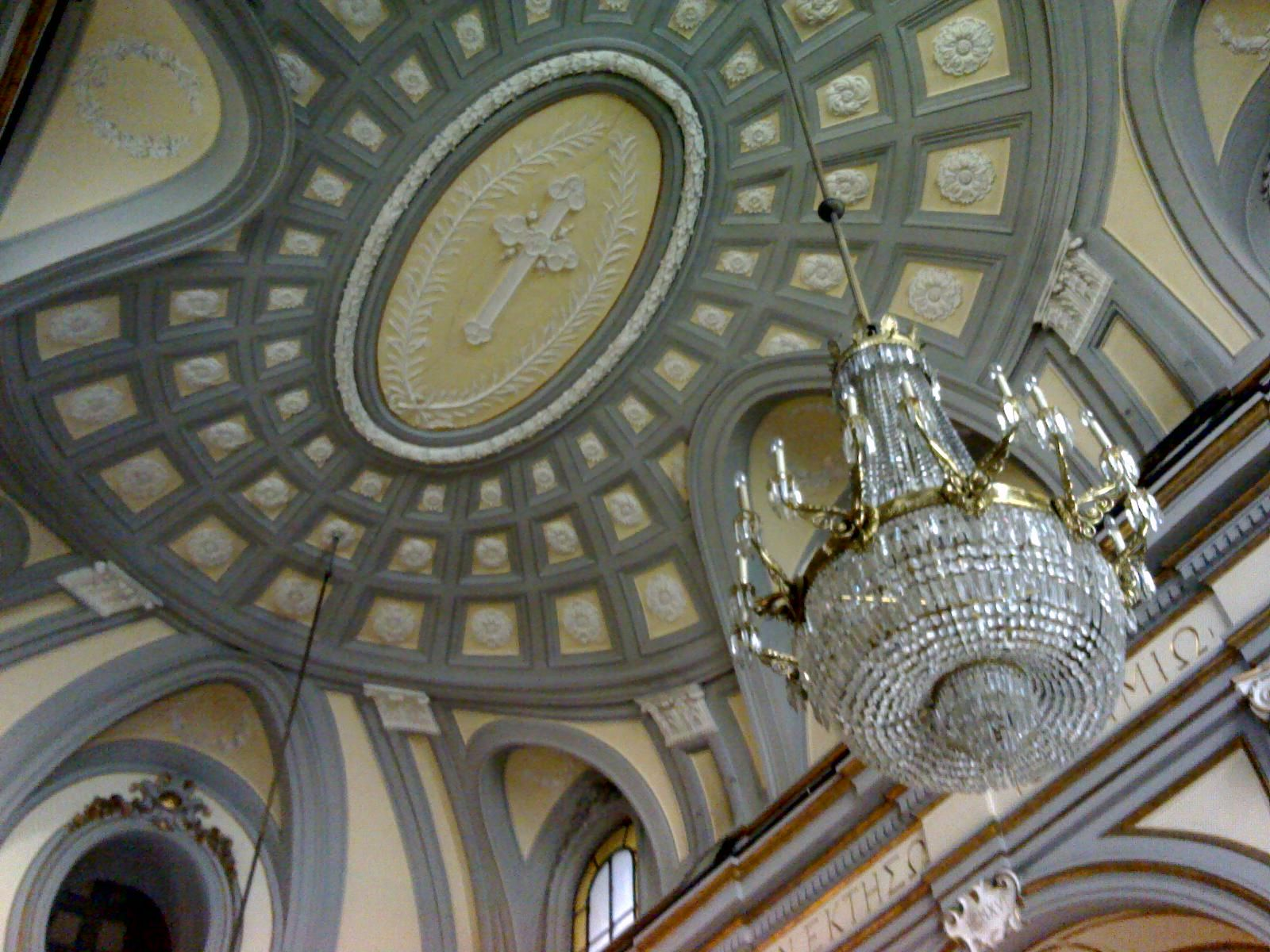
Le plafond

L'église est construite entre 1470 et 1582 et fondée par le chevalier grec Thomas Assan Paléologue (1409-1465) qui avait fui Constantinople devant l'invasion ottomane et s'était mis au service de Ferrante d'Aragon, souverain de Naples.
Pendant le XVIe siècle, la communauté grecque de Naples devient de plus en plus nombreuse au fur et à mesure de l'avancée turque. les Grecs obtiennent que cette église soit affiliée au culte orthodoxe en 1544 et l'édifice est agrandi en 1617. L'église dessert également une maison d'éducation pour les fillettes grecques construite en annexe. C'est à cette époque qu'elle est placée sous le vocable des apôtres Pierre et Paul.
En octobre 2007, elle reçoit la visite du patriarche œcuménique de Constantinople, Bartholomée Ier.

## Œuvres
Il ne reste aujourd'hui que quelques traces de la décoration de Belisario Corenzio.
L'église abrite une cinquantaine d'icônes post-byzantines dont une quarantaine sont du pinceau d'Eustachio Caruso de Céphalonie.

## Illustrations

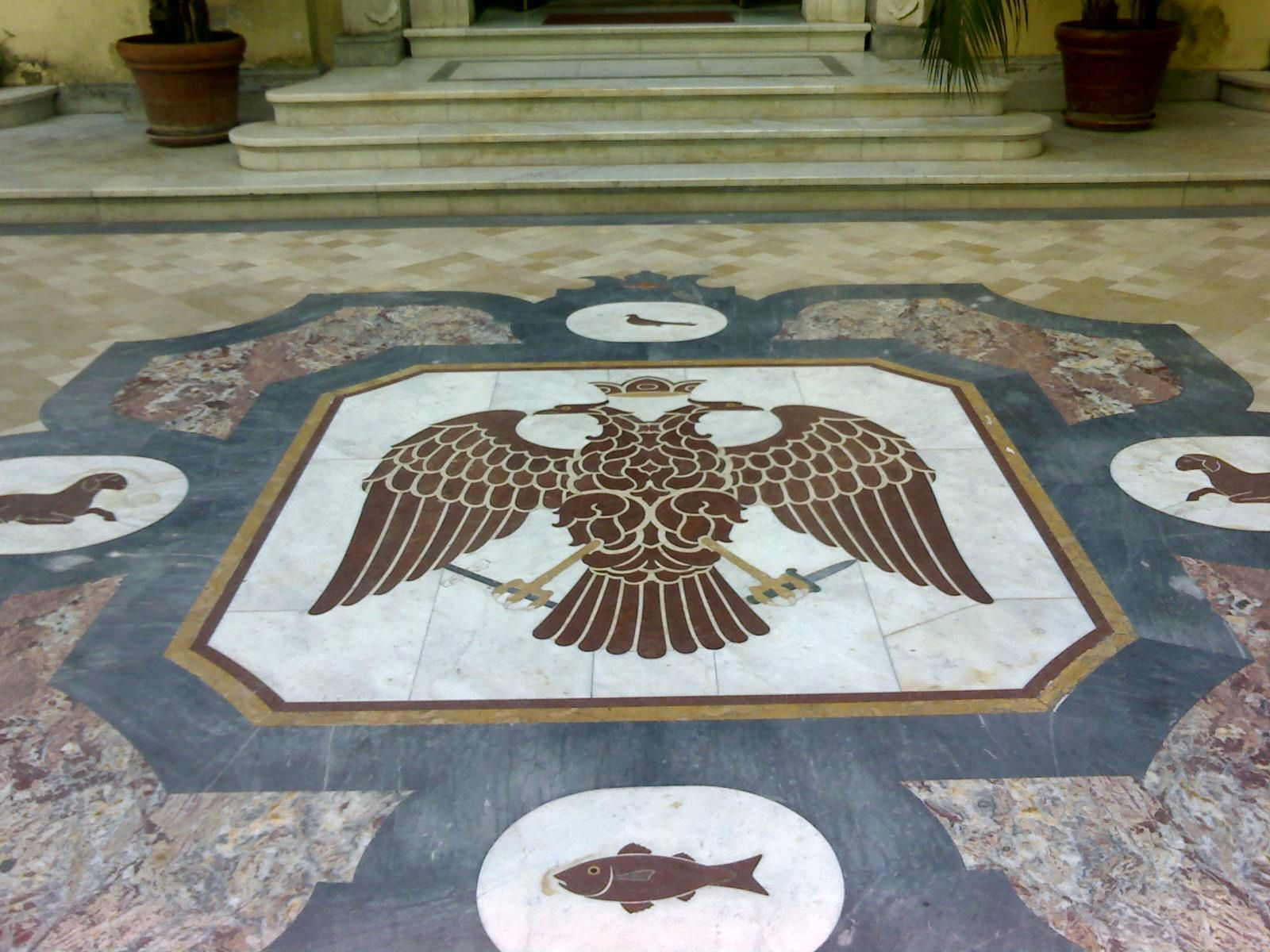
Détail du pavement de la cour d'entrée
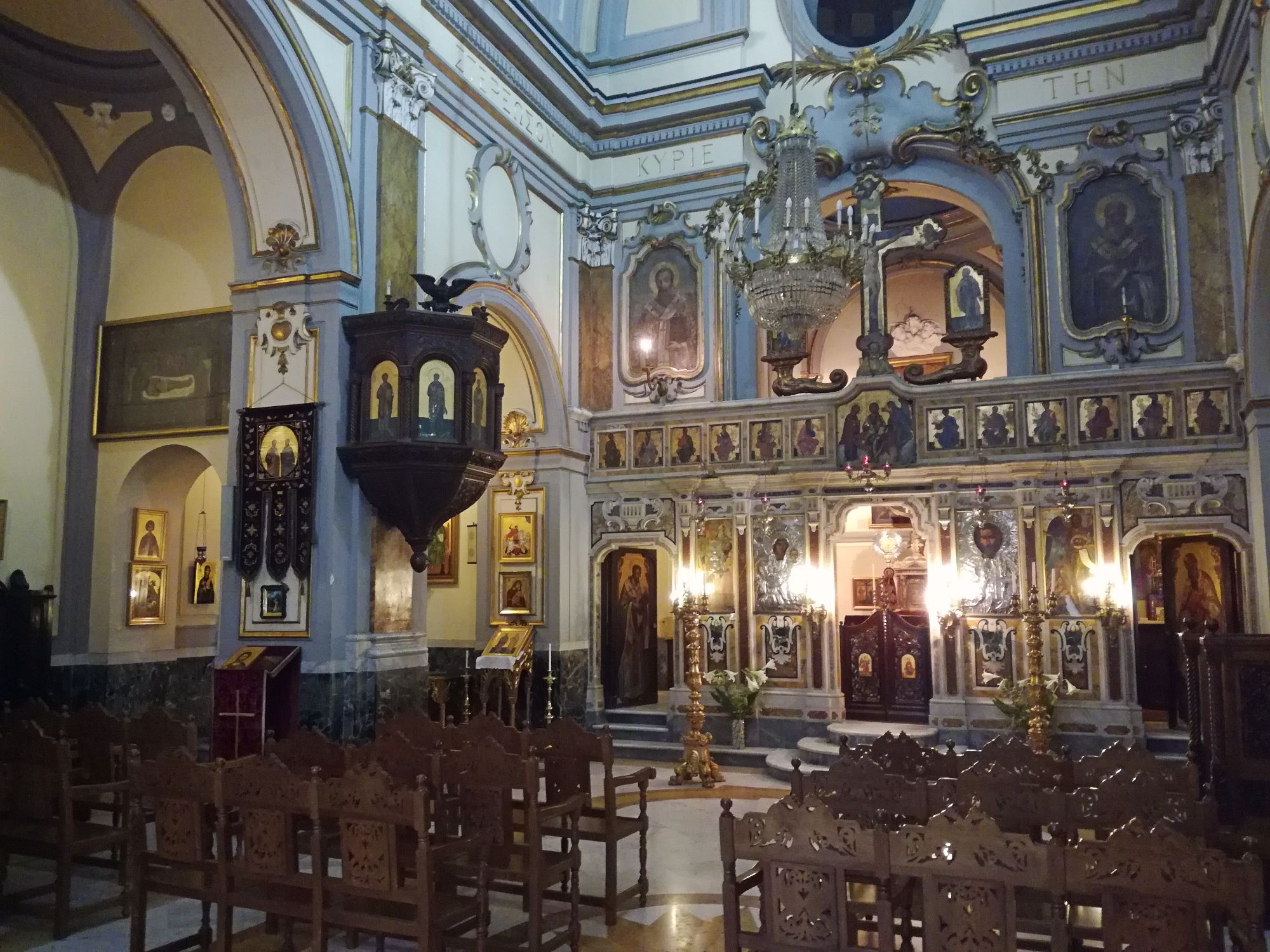
Vue de l'iconostase
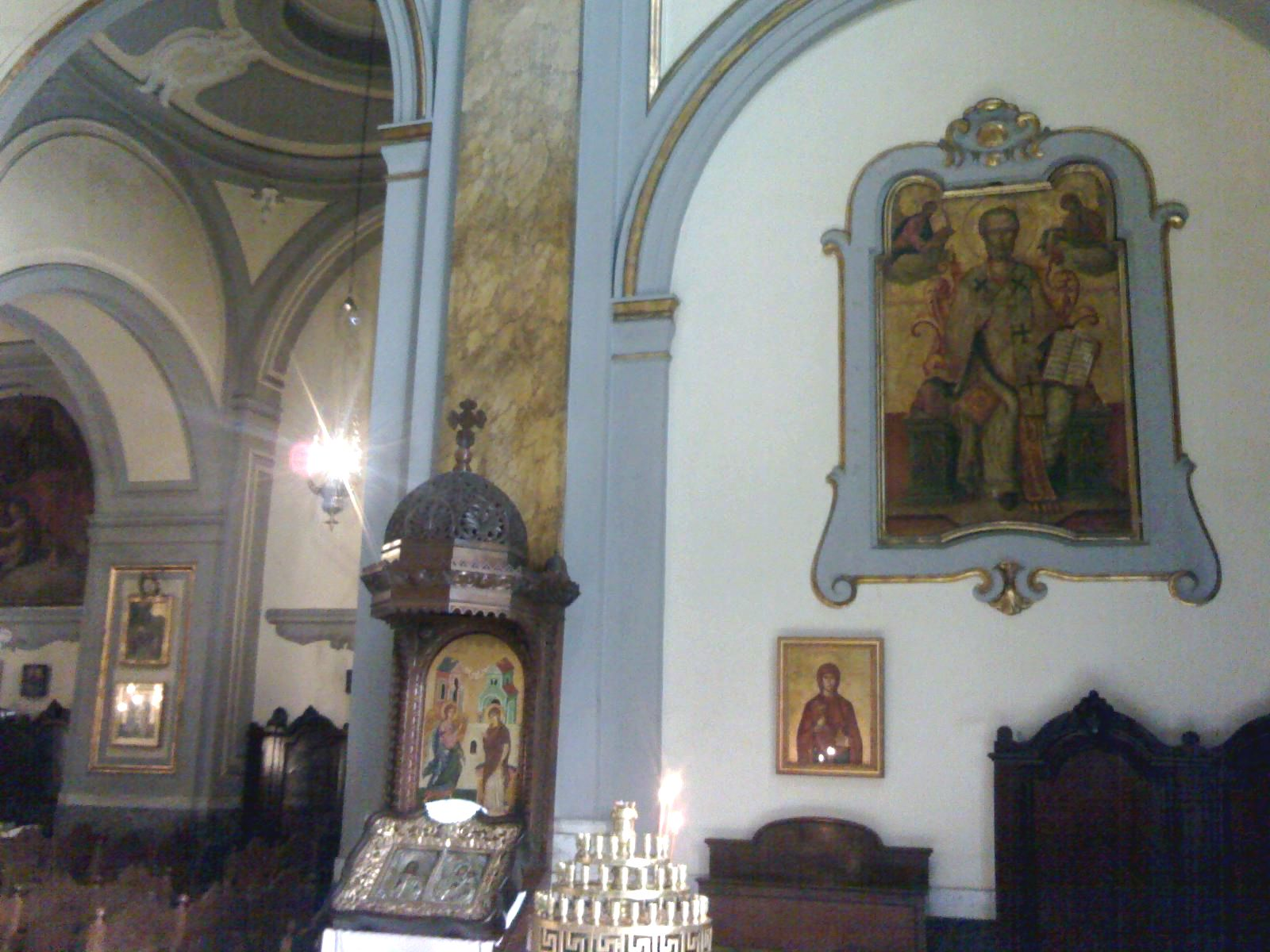
Détail de l'intérieur

## Source de la traduction
- (it) Cet article est partiellement ou en totalité issu de l’article de Wikipédia en italien intitulé « Chiesa dei Santi Pietro e Paolo dei Greci » (voir la liste des auteurs).